# Blauet nan de l'illa de Santa Isabel
El blauet nan de l'illa de Santa Isabel (Ceyx meeki) és una espècie d'ocell de la família dels alcedínids (Alcedinidae) que habita a les illes Salomó, des de Buka i Bougainville cap a l'est fins Choiseul i Santa Isabel.